# 博拉·蒂努布
博拉·艾哈邁德·阿德昆勒·蒂努布（英語：Bola Ahmed Adekunle Tinubu，1952年3月29日—）是一名奈及利亞政治人物和會計師，現任奈及利亞總統。他曾於1999年至2007年擔任拉哥斯州州長；並在第三共和國擔任拉哥斯西區參議員。
蒂努布早年在奈及利亞西南部生活，後來搬到美國，在芝加哥州立大學主修會計。他在1990年代初回到奈及利亞，受僱於奈及利亞美孚公司擔任會計，之後於1992年在社會民主黨的旗幟下作為拉各斯西區參議員候選人進入政界。在獨裁者薩尼·阿巴查於1993年解散參議院後，蒂努布成為一名活動家，作為全國民主聯盟運動的一部分為恢復民主而奔走。
在過渡期後的第一次拉各斯州州長選舉中，蒂努布作為民主聯盟的成員以較大優勢獲選。四年後，他贏得第二個任期的連任。 2007年卸任後，他在2013年全體進步大會黨的組建中發揮關鍵作用。2023年，他當選為奈及利亞總統。